# Kimahri Ronso
1. REDIRECTKimahri